# Trimester
Trimester, en tidsperiod om tre månader som traditionellt används i samband med kvinnans graviditet. En graviditet består av första, andra och tredje trimestern, totalt 9 månader. 
- Under den första trimestern genomgår embryot den grundläggande utvecklingen som gör att det börjar likna en människa mot slutet av perioden. De flesta missfall sker under den här tiden.
- Under den andra trimestern övergår embryot till ett foster. Fostret kan under den här tiden inte överleva utanför livmodern.
- Under den tredje trimestern börjar fostret förbereda sig för ett liv utanför livmodern och kan överleva en för tidig förlossning.